# Novokramatorsky Mashynobudivny Zavod
Novokramatorsky Mashynobudivny Zavod (NKMZ) (Новокраматорський машинобудівний завод) er en ukrainsk producent af tungt udstyr til industri. Udstyret er til mineindustri, metalindustri, møller, smedjer, højovne, maskinpresser og andet.
Virksomheden har hovedkvarter i Kramatorsk, Donetsk oblast og blev etableret i 1934. De har ca. 8.800 ansatte.